# 奧列尼涅
51°32′3″N 25°18′59″E / 51.53417°N 25.31639°E
奧列尼涅（烏克蘭語：Оленине），是烏克蘭西北部的村莊，隸屬沃倫州的卡明-卡希爾斯基區。該村始建於1946年，面積31.99平方公里，海拔高度152米，2001年人口1,057，人口密度每平方公里33.04人。